# Brans-Dickeova teorija
Brans-Dickeova teorija gravitacije (včasih tudi Jordan-Brans-Dickeova teorija) je v teoretični fiziki teorija gravitacije, ki se razlikuje od Einsteinove splošne teorije relativnosti. Teorijo sta razvila Robert Henry Dicke in Carl Henry Brans na podlagi zgodnejšega dela Ernsta Pascuala Jordana in Engleberta Schückinga. Teorija je skalarno-tenzorska, kjer gravitacijsko interakcijo posredujeta skalarno polje in tenzorsko polje iz splošne teorije relativnosti.
Trenutno se Brans-Dickeova teorija in splošna teorija relativnosti skladata z opazovanji, čeprav so preskusi zlate dobe splošne teorije relativnosti (1960–1975) močno omejili dovoljene parametre Brans-Dickeove teorije.

## Primerjava s splošno teorijo relativnosti
Brans-Dickeova teorija in splošna teorija relativnosti spadata v relativistične klasične gravitacijske teorije polja, oziroma metrične teorije. V teh teorijah je prostor-čas opremljen z metričnim tenzorjem {\displaystyle g_{ab}}, gravitacijsko polje pa je v celoti ali delno podano z Riemannovim tenzorjem ukrivljenosti {\displaystyle R_{abcd}}, ki ga določa metrični tenzor.
V vseh metričnih teorijah velja načelo ekvivalentnosti, ki v sodobnem geometrijskem jeziku pravi, da v zelo majhnem področju (brez merljivih pojavov ukrivljenosti) veljajo vsi fizikalni zakoni znani v posebni teoriji relativnosti v krajevnih Lorentzovih sistemih. To pomeni, da metrične teorije kažejo na pojav gravitacijskega rdečega premika.
Kot v splošni teoriji relativnosti za izvor gravitacijskega polja velja napetostni tenzor ali snovni tenzor. Opis kako v nekem področju masa in energija vplivata na gravitacijsko polje se razlikuje od opisa v splošni teoriji relativnosti. Zaradi tega se razlikuje tudi način kako ukrivljenost prostora-časa vpliva na gibanje snovi. V Brans-Dickeovi teoriji obstaja poleg metričnega tenzorja, ki je reda 2, skalarno polje φ. Skalarno polje spreminja dejansko gravitacijsko konstanto od kraja do kraja. Prav ta značilnost je bila dejansko ključna pri nastanku teorije.
Enačbe polja Brans-Dickeove teorije vsebujejo parameter ω, Brans-Dickeovo sklopitveno konstanto. To je brezrazsežna konstanta, izbrana poljubno za vselej. Izbere se lahko tudi vrednost, ki ustreza opazovanjem. Takšni parametri se velikokrat imenujejo uglasljivi parametri. Poleg tega je potrebno izbrati sedanjo vrednost dejanske gravitacijske konstante kot mejni pogoj. Splošna teorija relativnosti ne vsebuje nobenih brezrazsežnih parametrov, zato jo je lažje ponarejati kot Brans-Dickeovo teorijo. Teorije z uglasljivimi parametri včasih grajajo, saj so od tistih, ki se ujemajo z opazovanji, manj zaželene. Na drugi strani se zdi, da so potrebna značilnost nekaterih teorij, kot je na primer Weinbergov kot v standardnem modelu.
Bran-Dickeova teorija je »manj stroga« od splošne teorije relativnosti v drugem smislu, saj dovoljuje več rešitev. Točne rešitve Einsteinovih enačb polja splošne teorije relativnosti za prazen prostor s trivialnim skalarnim poljem φ = 1 postanejo točne rešitve v Brans-Dickeovi teoriji za prazen prostor, vendar nekateri prostori-časi, ki niso rešitve Einsteinovih enačb polja za prazen prostor, lahko z dobro izbranim skalarnim poljem postanejo vakuumske rešitve Brans-Dickeove teorije. Podobno je pomemben razred prostorov-časov metrika pp-valov tudi natačna rešitev ničtega prahu tako splošne teorije relativnosti kot tudi Brans-Dickeove teorije. Vendar tudi tukaj Brans-Dickeova teorija dovoljuje dodatne valovne rešitve z geometrijami, ki niso v skladu s splošno teorijo relativnosti.
Kakor splošna teorija relativnosti tudi Brans-Dickeova teorija napoveduje odklon svetlobnih žarkov in precesijo prisončja pri kroženju planetov okrog Sonca. Točne enačbe, ki veljajo za ta pojava, so v Brans-Dickeovi teoriji odvisne od vrednosti sklopitvene konstante ω. To pomeni, da je moč določiti opazovalno spodnjo mejo možne vrednosti ω iz opazovanj v Osončju in v drugh gravitacijskih sestavih. Trenutno najboljša ocena, dobljena s pomočjo sonde Cassini-Huygens, kaže, da mora biti vrednost ω večja od 40.000.
Velikokrat omenjajo, da Brans-Dickeova teorija zadovoljuje Machovo načelo, splošna teorija relativnosti pa ne. Nekateri avtorji so razpravljali, da so te trditve naivne, še posebej, pri privzetku, da ni točno jasno kaj »Machovo načelo« v resnici je. Velja tudi, da je splošna teorija relativnosti mejni primer Brans-Dickeove teorije pri {\displaystyle \omega \rightarrow \infty }. Valerio Faraoni pa je pokazal, da je tudi to prenaivno vzeto.

## Enačbe polja
Enačbe polja Brans-Dickeove teorije so:
{\displaystyle \Box \phi ={\frac {8\pi }{3+2\omega }}T\;,}
{\displaystyle G_{ab}={\frac {8\pi }{\phi }}T_{ab}+{\frac {\omega }{\phi ^{2}}}(\partial _{a}\phi \partial _{b}\phi -{\frac {1}{2}}g_{ab}\partial _{c}\phi \partial ^{c}\phi )+{\frac {1}{\phi }}(\nabla _{a}\nabla _{b}\phi -g_{ab}\Box \phi )\;,}
kjer je:
- {\displaystyle g_{ab}} – metrični tenzor,
- {\displaystyle G_{ab}=R_{ab}-{\frac {1}{2}}Rg_{ab}} – Einsteinov tenzor, vrsta povprečne ukrivljenosti,
- {\displaystyle R_{ab}={R^{\,m}}_{amb}} – Riccijev tenzor ukrivljenosti, vrsta sledi tenzorja ukrivljenosti,
- {\displaystyle R={R^{\,m}}_{m}} – Riccijev skalar, sled Riccijevega tenzorja,
- {\displaystyle T_{ab}} – napetostni tenzor,
- {\displaystyle T} – sled {\displaystyle T_{ab}},
- {\displaystyle \phi } – skalarno polje,
- {\displaystyle \Box } – Laplace-Beltramijev operator, oziroma kovariantni valovni operator, {\displaystyle \Box \phi =\phi _{\;\;;a}^{;a}}.

Prva enačba pove, da je sled napetostnega tenzorja izvor skalarnega polja φ. Ker elektromagnetna polja napetostnemu tenzorju prispevajo le člene brez sledi, to nakazuje, da je v območju prostora-časa, ki vsebuje le elektromagnetno polje skupaj z gravitacijskim, desna stran enaka nič in za φ velja valovna enačba ukrivljenega prostora-časa. Spremembe v φ se širijo skozi območja elektrovakuuma v tem smislu, da je φ polje dolgega dosega.
Druga enačba opisuje kako napetostni tenzor in skalarno polje φ skupaj vplivata na ukrivljenost prostora-časa. Levo stran enačbe, Einsteinov tenzor, si lahko mislimo kot neko vrsto povprečne ukrivljenosti. V metrični teoriji lahko Riemannov tenzor ukrivljenosti vedno zapišemo kot vsoto Weylovega tenzorja ukrivljenosti (ali konformnega tenzorja ukrivljenosti) in člena, ki izhaja iz Einsteinovega tenzorja.
V splošni teoriji relativnosti so enačbe polja:
{\displaystyle G_{ab}=8\pi T_{ab}\;,}
kar pomeni, da je v splošni teoriji relativnosti Einsteinova ukrivljenost v nekem trenutku točno določena z ustreznim napetostnim tenzorjem. Drug del, Weylova ukrivljenost je del gravitacijskega polja, ki se lahko širi kot gravitacijski val skozi vakuumsko območje. V Brans-Dickeovi teoriji je Einsteinov tenzor določen delno z neposredno prisotnostjo mase, energije in gibalne količine, ter delno s skalarnim poljem dolgega dosega φ.
Vakuumske enačbe polja obeh teorij veljajo kadar je napetostni tenzor enak nič. To je v primerih ko niso prisotna nenegravitacijska polja.

## Načelo akcije
Naslednja Lagrangeeva funkcija vsebuje Jordans-Brans-Dickeovo akcijo in popolnoma opiše Brans-Dickeovo teorijo:
{\displaystyle S={\frac {1}{16\pi }}\int d^{4}x{\sqrt {-g}}\;(\phi R-\omega {\frac {\partial _{a}\phi \partial ^{a}\phi }{\phi }}+L_{M})\;,}
kjer je:
- {\displaystyle g} – determinanta metrike,
- {\displaystyle {\sqrt {-g}}\,d^{4}x} – štirirazsežna prostorninska forma,
- {\displaystyle L_{M}} – snovni člen, oziroma snovna Lagrangeeva funkcija.

Snovni člen vsebuje porazdelitev običajne mase (na primer plinov) in tudi elektromagnetnih polj. V območju vakuuma je snovni člen enak nič, preostali člen pa je gravitacijski člen. Da pridemo do enačb polja za prazen prostor, moramo variirati gravitacijski člen v Lagrangeeve funkciji glede na metriko {\displaystyle g_{ab}}, kar da drugo enačbo polja zgoraj. Pri variaciji glede na skalarno polje φ, dobimo prvo enačbo polja.
Lagrangeeva funkcija v splošni teoriji relativnosti je:
{\displaystyle S={\frac {1}{16\pi }}\int d^{4}x{\sqrt {-g}}\;(R+L_{M})\!\,.}
Variacija gravitacijskega člena glede na {\displaystyle g_{ab}} da Einsteinove enačbe polja za prazen prostor.